# اویتا ۱۵۶۹
سیارک ۱۵۶۹ (به انگلیسی: 1569 Evita، نامگذاری:1948PA) هزار و پانصد و شصت و نهمین سیارک کشف شده‌است که در ۳ اوت ۱۹۴۸ کشف شد.
قدر مطلق سیارک برابر ۱۱٫۱۰ است.